# كينيون ماكنيل
كينيون ماكنيل (بالإنجليزية: Kenyon McNeail)‏ مواليد 22 مارس 1991 في ممفيس، هو لاعب كرة سلة أمريكي. بدأ مسيرته الاحترافية في سنة 2014. لعب كرة السلة الجامعية في جامعة لويزيانا التقنية. لعب مع أديليد ثيرتي سيكسترز في الدوري الأسترالي لكرة السلة.

## روابط خارجية
- كينيون ماكنيل على موقع كرة السلة الأوروبية.كوم (الإنجليزية)
- كينيون ماكنيل على موقع كلية كرة السلة في سبورتس رفرنس.كوم (الإنجليزية)
- كينيون ماكنيل على موقع ريلجم (الإنجليزية)